# Darej I.
Darej I. Veliki (tudi Darij) (perzijsko داریوش Dâriûš, staroperzijsko Darajavauš, kar pomeni preprečevalec), perzijski kralj (šahinšah), * 549 pr. n. št., † november 486 pr. n. št., Susa.
Perziji je vladal od leta 522 pr. n. št. do svoje smrti.

## Ohranjeni pisni viri
Glavni vir za opis njegovega življenja so njegovi lastni zapisi, še posebej pa behistunski napisi (Bisutun), kjer je zapisano kako je pridobil krono in zajezil upor. Velikokrat so dvomili v verodostojnost, vendar celotna vsebina kaže na to, da se lahko brez močnih razlogov zanesemo na njegovo pripovedovanje. Poročila, ki sta jih napisala Herodot in Ktezij o času njegovega vladanja, so na mnogih mestih očitno odvisna od te uradne različice. Poleg tega so pomešana z mnogimi bajeslovnimi zgodbami. Na primer, ali so Darej in njegovi zavezniki postali kralji na podlagi odločitve njihovih konjev, in ali je Darej dobil krono z ukano svojega sluge.

## Vzpon
Darej je pripadal stranski, mlajši veji vladarske rodbine Ahemenidov. Po samomoru Kambiza II. leta 522 pr. n. št. je nemoteno v celem imperiju zavladal uzurpator Medijec Gaumata iz rodu magov. Gaumata se je leto poprej začel izdajati za Smerdisa (perz. Bardija), mlajšega brata Kambiza, sina Kira II. Starejšega Velikega, ki ga je Kambiz dal usmrtiti pred pohodom v Egipt leta 525 pr. n. št. Nihče si ni upal ugovarjati njegovi vladavini. Darej je za kraljevsko rodbino »s pomočjo Ahuramazde« poskušal ponovno pridobiti prestol. Njegov oče Histasp (Histaspes, Histosp), partski satrap je še živel, vendar ni bil dovolj hraber. Na podlagi njegovih zapisov, najdenih v Susi, sta v času, ko je Darej postal kralj, živela še oba, njegov oče Histap in njegov ded Arsam (Arsames). 16. okobra 521 pr. n. št. je s pomočjo šestih najodličnejših perzijskih plemičev, katerih imena je razglasil na koncu Behistunskega napisa, presenetil in ubil uzurpatorja v medijski trdnjavi, ter prevzel vladavino. Za uzakonitev svoje oblasti se je poročil tudi z Atoso, Smerdisovo sestro in vdovo, ter hčerjo Kira II. Starejšega Velikega. Dareja je nasledil na prestolu njun sin Kserks.

## Oblast
Ta nenadna sprememba je povzročila, da so se poskušale vzhodne province na novo osvoboditi. V Susiani, Babilonu, Mediji in Margiani so uzurpatorji trdili, da so izhajali iz starih kraljevskih družin in so zbrali veliko vojsko. V Perziji je Vahjazdata posnemal Gaumato, velika večina ga je priznala za resničnega Bardijo. Darej je z malo vojsko Perzijcev in Medijcev in z nekaj zanesljivimi generali premagal vse težave. Leta 520 in 519 pr. n. št. so zadušili vse upore. Babilon se je uprl dvakrat, Susiana celo trikrat. Tako je Darej uvedel oblast v celotnem imperiju.

## Prenove in doprinosi
Darej se je v svojih spisih pojavljal kot navdušen vernik monoteistične religije baktrijskega maga Zaratustre (Zoroastra). Bil je tudi velik državnik in organizator. Čas zavojevanj se je končal. Vojne, ki se jih je Darej lotil, so služile krepitvi meja imperija in vzdrževanju reda ter miru pred barbarskimi plemeni na mejah. Darej je podjarmil divje narode pontskih in armenskih gora, ter razširil perzijsko območje do Kavkaza. Zaradi istega razloga se je bojeval proti Sakom in drugim turanskim plemenom. Z organizacijo, ki jo je ustanovil v imperiju, je postal resnični in strpni naslednik Kira II. Njegovo organizacijo provinc in način dajatve davkov je opisal Herodot, očitno iz dobrih uradnih virov. Darej je vpeljal močno središčno državo in razdelil Perzijski imperij na dvajset upravnih enot - satrapij, ki so jih upravljali perzijski in medijski plemiči. Kot satrapi so bili po navadi razmeroma neodvisni in tudi naziv je bil deden. Vsaka provinca je tako lahko imela svoje zakone, tradicije in izbrano družbo. Vsaka pokrajina je morala vladarju plačevati davke v zlatu in srebru. Veliko območij, kot na primer Babilonija, je zaradi tega gospodarsko nazadovalo.
Vseeno pa je Darej uredil kovanje denarja in uvedel kovanje enotnega zlatega denarja, darejka. Poskušal je razviti trgovino imperija in je poslal odpravo v Kabul in na območje reke Ind. Odpravo je vodil karijski kapitan Skilaks iz Kariande, ki je raziskal Indijski ocean od ustja Inda do Sueza. Kopal je prekop od Nila do Sueza in, kakor kažejo napisi v hieroglifih, najdeni na tem področju, je plul od Nila po Rdečem morju do Sabe in Perzije.
Darej je bil povezan s Kartagino (namreč s Karko po napisu v Nakš-e Rostamu, nedaleč od Persepolisa) in je raziskal obale Sicilije in Italije. Istočasno je poskušal pridobiti naklonjenost tamkajšnjih ljudstev, tako da je zaradi tega podpiral dejavnosti njihovih duhovnikov. Skupini izkušenih pomorščakov je naročil naj obpljujejo Afriko. Zgradil je prometne poti. Najbolj pomembna je bila kraljeva cesta med Suso in Sardom (Sarde, Sardes). Judom je dovolil zgraditi Jeruzalemski tempelj. V Egiptu se je njegovo ime pojavilo v templjih, ki jih je zgradil v Memfisu, Edfuju in v Veliki oazi. Kakor nakazuje napis iz Vatikana je v Suso poklical visokega duhovnika Tzahorja iz Saisa in mu podal polnomočje za preureditev »hiše življenja«, velike medicinske šole saiškega templja. V vso državo je uvedel enotni uradni jezik aramejščino, ki so jo v Prednji Aziji že pred tem dolgo uporabljali kot upravni in trgovski jezik. Tudi sodstvo je bilo strogo organizirano.
V egipčanski tradiciji Dareja smatrajo za enega od velikih dobrotnikov in zakonodajalcev države. Podobno mesto je zavzemal v grških svetiščih. »Svojemu sužnju« Godatu, nadzorniku kraljevega parka blizu Magnezije ob Meandru, je odredil svobodo odločanja pri davkih in prisilnega dela za sveto Apolonovo zemljišče. Vsa grška preročišča v Mali Aziji in Evropi so bila zaradi tega v perzijskih vojnah na strani Perzije in so svarila Grke, da niso poskušali z odporom.

## Zavojevanja, vojni pohodi in vojne
Leta 513 pr. n. št. je Darej stopil v vojno proti Skitom. Velika vojska je prečkala Bospor, podjarmila Trakijo in prečkala Donavo. Za prehod čez Bospor je grški arhitekt Mandroklej postavil prvi pontonski most. Razlog za to vojno je lahko bil le napad nomadskih turanskih plemen v zadnjem delu in s tem zagotovitev miru severnih meja imperija. Vojno so začeli zaradi napačne geografske predstave. Celo Aleksander Veliki in Makedonci so verjeli, da so bili na Hindukušu, ki so ga imenovali Indijski Kavkaz (Caucasus Indicus), in na obalah Jaksarta, ki so ga imenovali Tanais, to je Don dokaj blizu Črnega morja. Vojni pohod v te kraje seveda ni uspel in Perzijci so se nekaj tednov zadrževali v ruskih stepah. Darej se je bil prisiljen vrniti. Podrobnosti, ki jih je zapisal Herodot so zares umišljene. Po Herodotu je Darej dosegel celo Volgo. Zapis, ki ga je napisal sam Darej na ploščici in so ga dodali njegovemu velikemu behistunskemu napisu, se je uničil, razen nekaj besed.
Čeprav je bila evropska Grčija globoko povezana z obalami Male Azije in so nasprotujoče skupine v grških mestih neprestano prosile za njegovo posredovanje, se Darej ni vmešaval. Perzijske vojne so začeli Grki sami. Podpora, ki so jo dale Atene in Eretrija na Evboji (Evbeja) upornim Joncem (499-494 pr. n. št.) in Karijcem je povzročila neizogibno kazen takoj, ko so vstajo zadušili. Bilo je le še vprašanje časa kdaj bo Perzija napadla svobodna mesta v Grčiji. Prvi vojni pohod ladjevja in kopenske vojske Darejevega nečaka, zeta in svaka Mardonija nad Trakijonovo pečino Atosa leta 492 pr. n. št. zaradi viharja ni uspel. Pohod ni bil usmerjen neposredno proti Grčiji, vendar so Makedonijo, Trakijo in severni del dežele do Tesalije priključili Perziji.
Leta 490 pr. n. št. je Darej izvedel, da je imel nekdanji atenski tiran Hipija (Hipias), ki so ga leta 510 pr. n. št. izgnali, še vedno veliko podporo v Atenah. Velik del prebivalcev Aten se je bil pripravljen ukloniti perzijski nadvladi v zameno za oprostitev kazni zaradi sodelovanja v jonski vstaji. Darej je poslal vojsko, okoli 25.000 pešakov in prek 1.000 ladij, da bi zavzela Eretrijo. Atenci so poklicali na pomoč Šparto in sami krenili proti Eretriji. Eretrijo so perzijske čete zavzele po devetih dnevih obleganja. Perzijski poveljnik Datis je zaradi sodelovanja v jonski vstaji ukazal mesto porušiti, prebivalce pa je dal odgnati v Suso. Vojsko, ki sta jo naprej v Atiko iz Kilikije vodila Datis in Artefern (Artefernes), so v bitki pri Maratonu leta 490 pr. n. št. pod strategom Miltiadom premagali. Zatem je prišla tudi špartanska vojska, vendar so Perzijci z ladjami že pobegnili.
Preden je Darej dokončal priprave na tretji bojni pohod je le leta 486 pr. n. št. izbruhnila vstaja v Egiptu. Tega leta je po petintridesetletni vladavini umrl. Velja za enega največjih vladarjev zahodnega sveta. Še pred smrtjo si je Darej zgradil grobnico s pročeljem, katerega so kasneje prevzeli vsi njegovi nasledniki.